# گابریل مویا
گابریل مویا (انگلیسی: Gabriel Moya؛ زادهٔ ۲۰ مارس ۱۹۶۶) بازیکن فوتبال اهل اسپانیا است.
از باشگاه‌هایی که در آن بازی کرده‌است می‌توان به باشگاه ورزشی رئال مایورکا، باشگاه فوتبال اتلتیکو مادرید، باشگاه فوتبال رئال وایادولید، باشگاه فوتبال سویا، و باشگاه فوتبال والنسیا اشاره کرد.
وی همچنین در تیم ملی فوتبال اسپانیا بازی کرده‌است.